# Бригёй
Бригёй (фр. Brigueuil) — коммуна во Франции, находится в регионе Пуату — Шаранта. Департамент — Шаранта. Входит в состав кантона Конфолан-Сюд. Округ коммуны — Конфолан.
Код INSEE коммуны — 16064.
Коммуна расположена приблизительно в 350 км к югу от Парижа, в 85 км юго-восточнее Пуатье, в 65 км к северо-востоку от Ангулема.

## Население
Население коммуны на 2008 год составляло 1055 человек.
| 1962 | 1968 | 1975 | 1982 | 1990 | 1999 | 2008 |
| ---- | ---- | ---- | ---- | ---- | ---- | ---- |
| 1164 | 1108 | 978  | 957  | 995  | 1007 | 1055 |

## Администрация
| Период | Период | Фамилия       | Партия       | Примечания |
| ------ | ------ | ------------- | ------------ | ---------- |
| 1989   | 1995   | Ролан Дени    | беспартийный | фармацевт  |
| 1995   | 2001   | Жильбер Тома  | беспартийный | пенсионер  |
| 2001   | 2008   | Ролан Дени    | беспартийный | фармацевт  |
| 2008   | 2014   | Жак Тондюссон | беспартийный | пенсионер  |

## Экономика
В 2007 году среди 624 человек в трудоспособном возрасте (15—64 лет) 458 были экономически активными, 166 — неактивными (показатель активности — 73,4 %, в 1999 году было 68,6 %). Из 458 активных работали 420 человек (242 мужчины и 178 женщин), безработных было 38 (15 мужчин и 23 женщины). Среди 166 неактивных 42 человека были учениками или студентами, 61 — пенсионерами, 63 были неактивными по другим причинам.

## Достопримечательности
- Приходская церковь Сен-Марсьяль (XII век). Исторический памятник с 1925 года[3]
  - Надгробная плита (1682 год). Размеры — 180×87 см. Исторический памятник с 1938 года[4]
  - Формы для просфор (XIV век). Исторический памятник с 1911 года[5]
  - Надгробный памятник Маргарите де Шабо, выполнен в виде лежащей фигуры (XVI век; Маргарита де Шабо умерла в 1503 году). Исторический памятник с 1911 года[6]
- Кладбищенский фонарь (XII век). Исторический памятник с 1932 года[7]
- Мавзолей (XII век). Исторический памятник с 1932 года[8]

## Фотогалерея

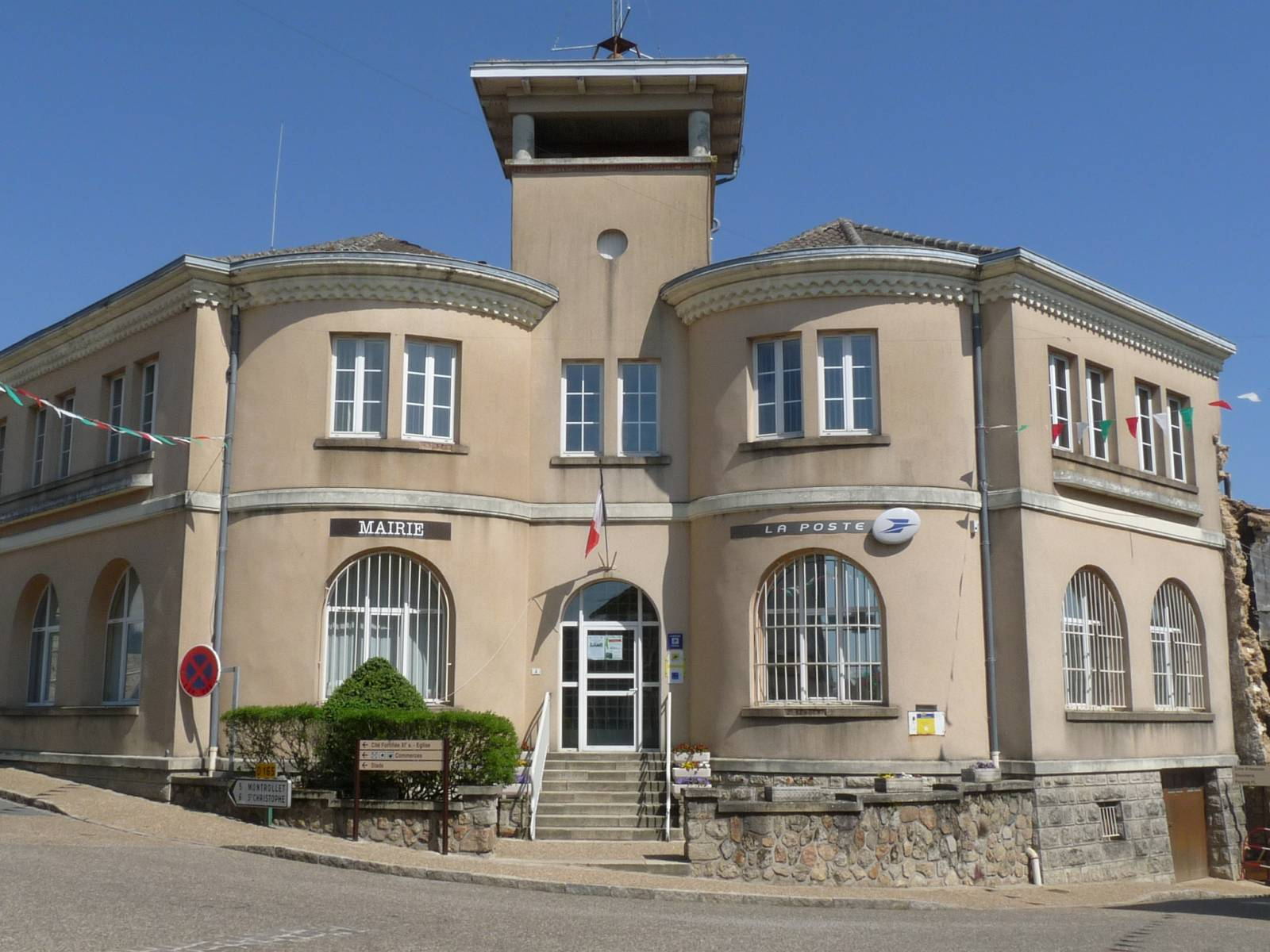
Мэрия
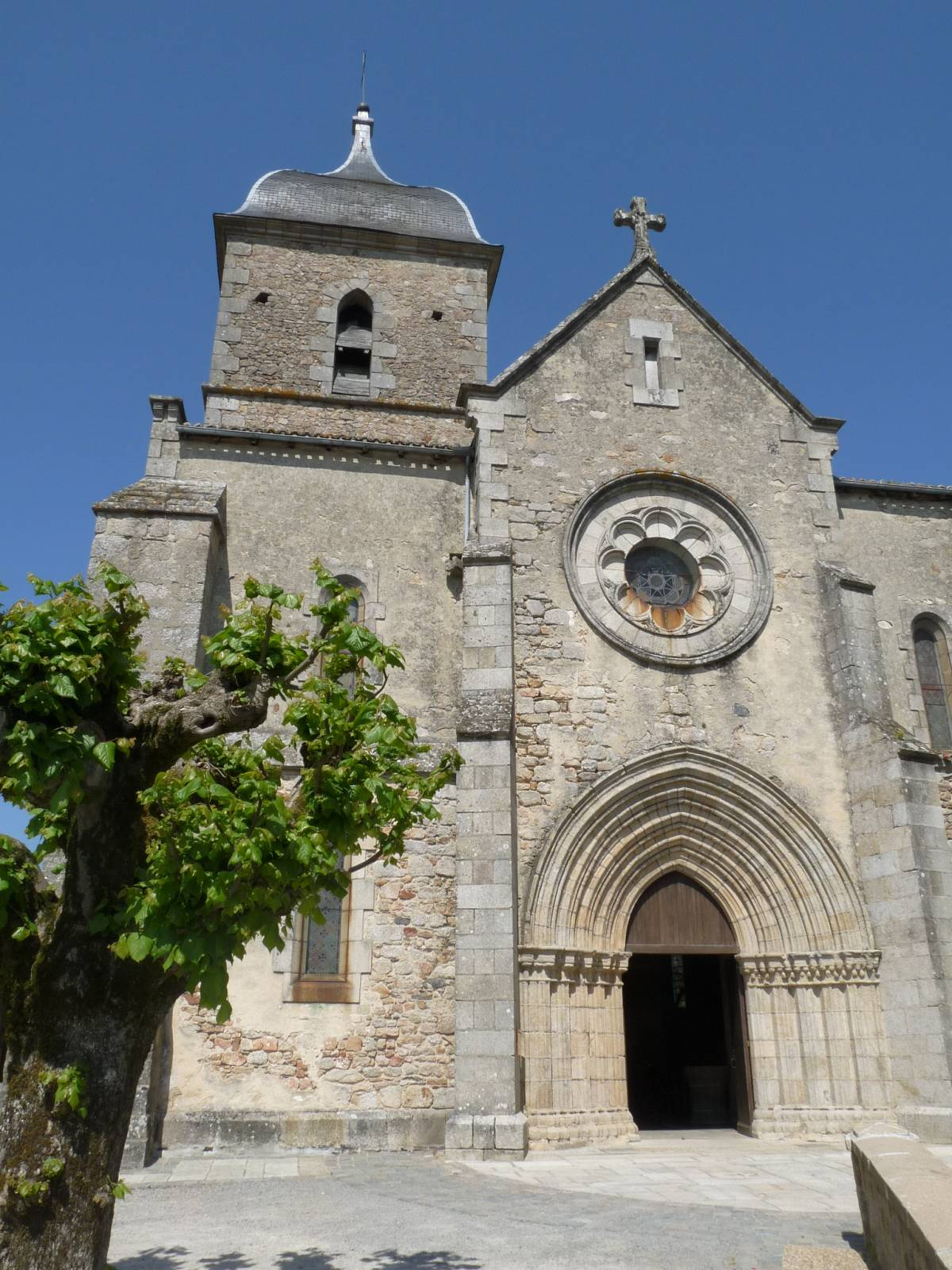
Церковь Сен-Марсьяль
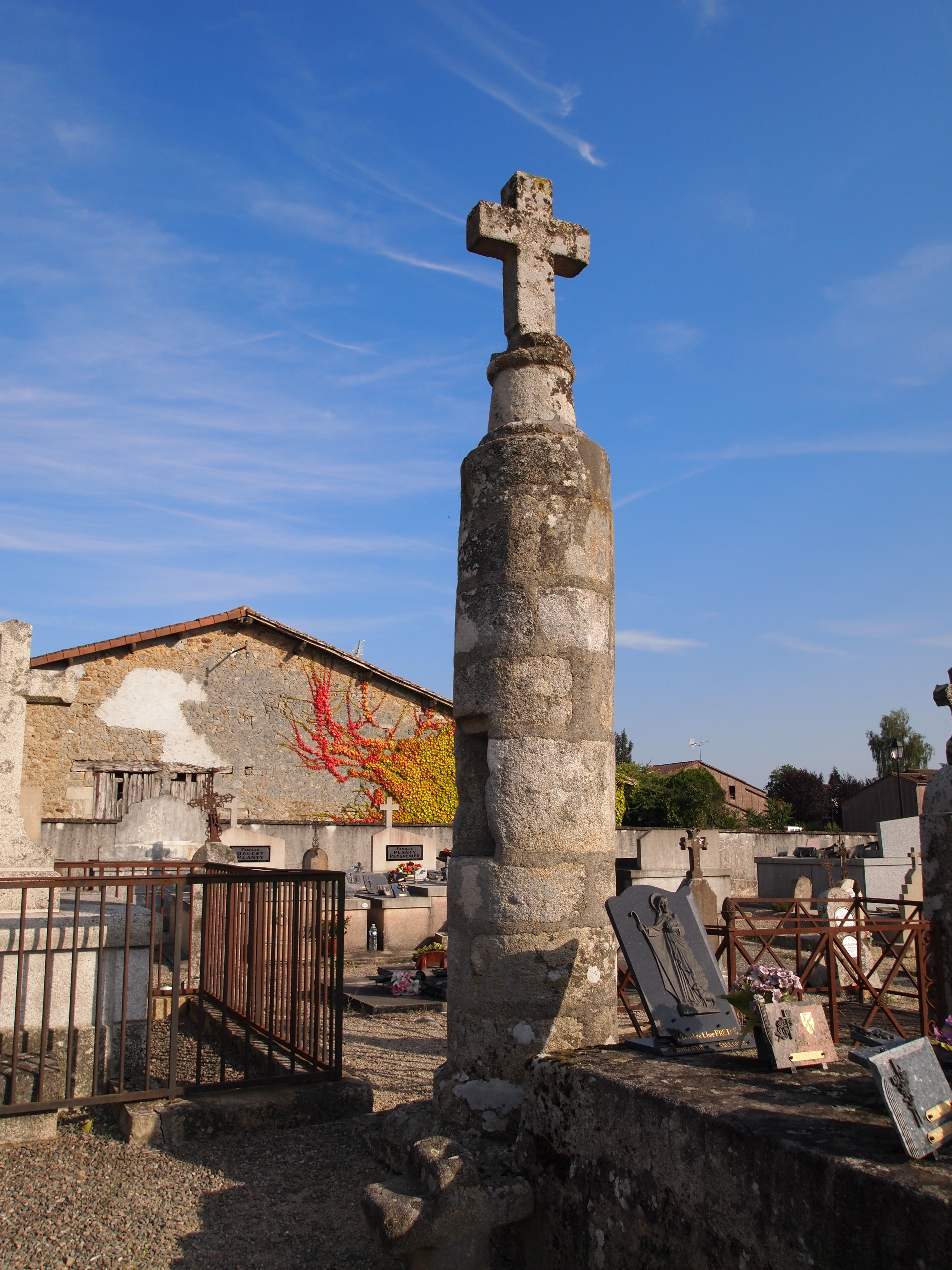
Кладбищенский фонарь
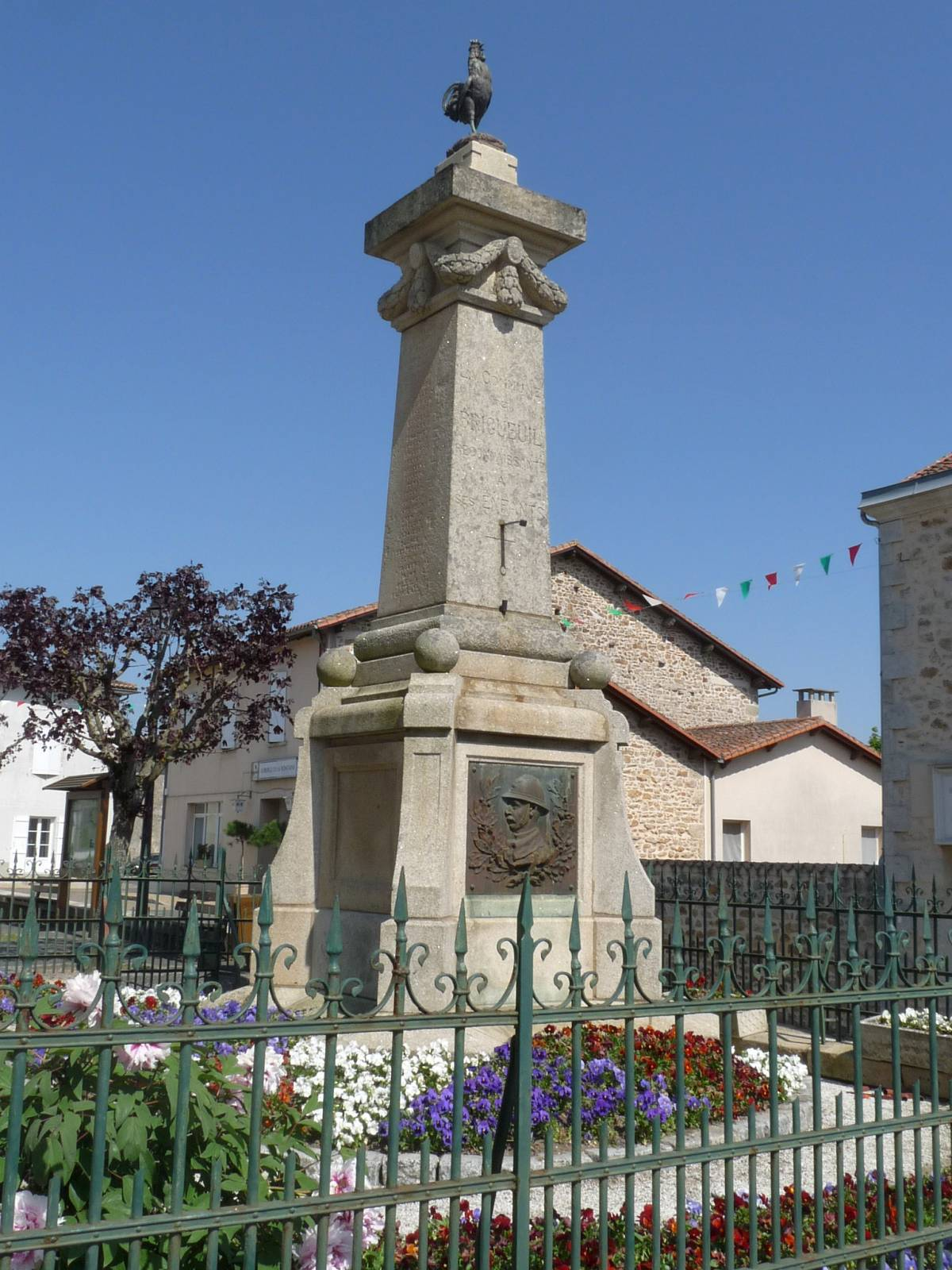
Военный мемориал
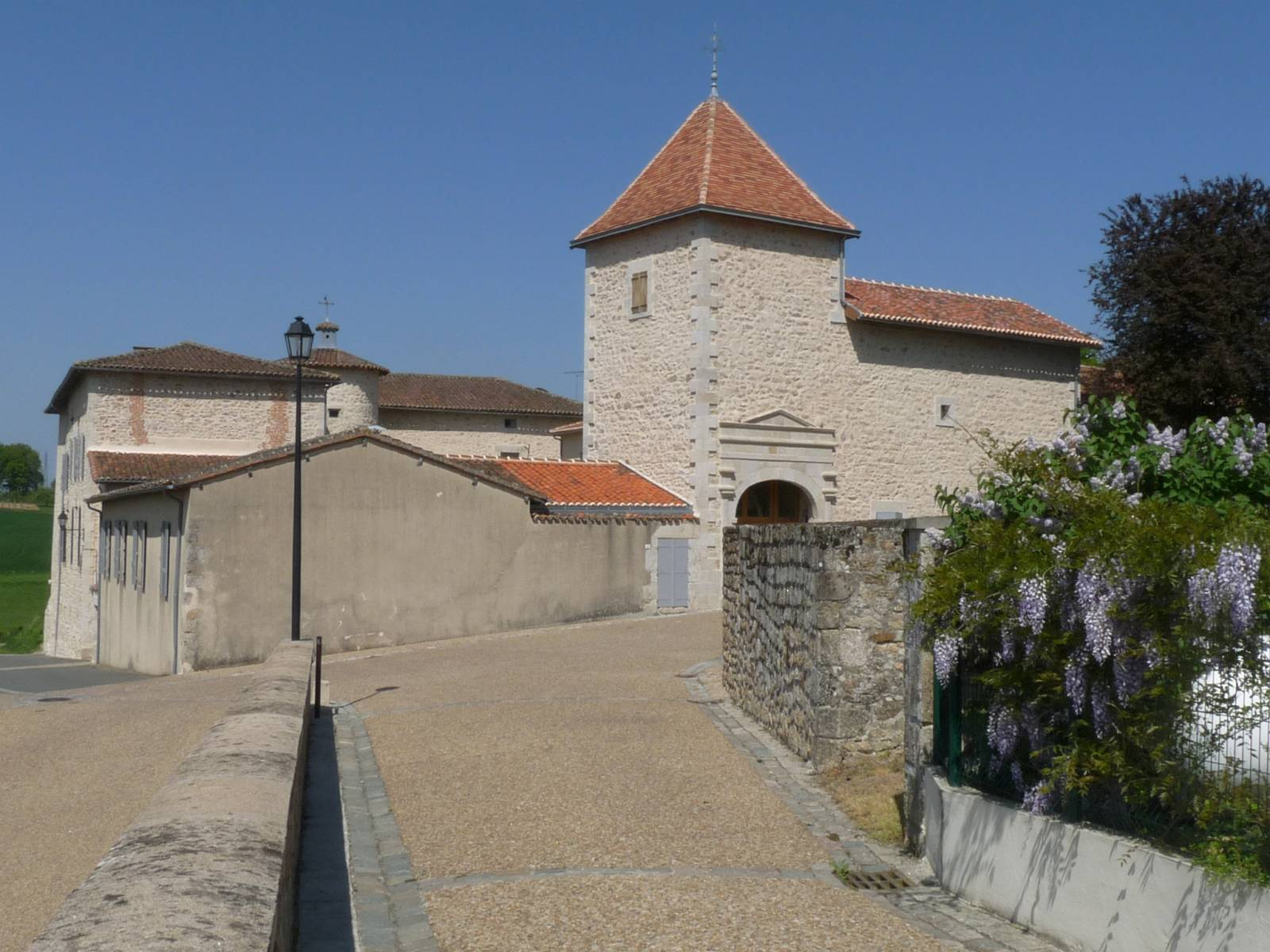
Логис «Экстра-Мурос»